# Хьоганес (община)
Община Хьоганес (на шведски: Höganäs kommun) е разположена в лен Сконе, югоизточна Швеция с обща площ 145 km2 и население 25 084 души (към 31 декември 2013). Административен център на община Хьоганес е едноименния град Хьоганес.